# Gobernante Supremo de Rusia
El Gobernante Supremo de Rusia (en ruso: Верховный правитель России, romanizado: Verjovny pravítel Rossii) fue el jefe de Estado del Estado Ruso, establecido a raíz del golpe de Estado del 18 de noviembre de 1918 en Omsk durante la guerra civil rusa, y reconocido por todos los líderes del Movimiento Blanco. La única persona que ocupó este cargo fue el almirante Aleksandr Kolchak. La residencia oficial estaba ubicada en el Palacio del Gobernador General.
Todos los comandantes de los ejércitos blancos en el sur y oeste de Rusia, así como en Siberia y el Extremo Oriente ruso reconocieron al Gobernante Supremo; A finales de mayo-junio de 1919, los generales Antón Denikin, Yevgueni Miller y Nikolái Yudénich se sometieron voluntariamente a Aleksandr Kolchak y reconocieron oficialmente su Mando Supremo sobre todos los ejércitos de Rusia. Al mismo tiempo, el Comandante Supremo confirmó los poderes de los comandantes. Durante casi dos años, Aleksandr Kolchak contó con el apoyo diplomático y militar de los antiguos aliados de la Primera Guerra Mundial. El 4 de enero de 1920, Kolchak anunció su dimisión y concedió el cargo de Gobernante Supremo a Antón Denikin. Denikin sirvió como último Gobernante Supremo interino del Estado ruso, aunque no aceptó ni los títulos ni las funciones del cargo, que finalmente fue declarado extinto el 4 de abril de 1920.

## Orígenes
El 23 de septiembre de 1918, en la Conferencia Estatal de Ufá se aprobó el Acta sobre la formación del poder supremo panruso que creó el Gobierno Provisional Panruso (también conocido como el Directorio de Ufá) y estableció que este gobierno sería "hasta la convocatoria de la Asamblea Constituyente Panrusa (...) el único portador del poder supremo en todo el Estado Ruso". El 4 de noviembre de 1918, se formó el órgano ejecutivo del Directorio: el Consejo de Ministros Panruso.

## Establecimiento
El Directorio cesó sus actividades a raíz de los acontecimientos de la noche del 17 al 18 de noviembre de 1918 , cuando un grupo de militares de unidades cosacas estacionadas en Omsk arrestaron al presidente del Directorio N.D. Nikolái Avkséntiev, miembro del Directorio Vladímir Zenzínov, diputado miembro del Directorio Andréi Argunov, así como camarada del Ministro del Interior, jefe del servicio secreto Yevgueni Rogovski. Todos los detenidos eran miembros del Partido Social-Revolucionario (SR).
En la mañana del 18 de noviembre, el Consejo de Ministros, que se reunió en una reunión de emergencia con la participación de dos miembros del Directorio, Piotr Vologodski y Vladímir Vinográdov, después de discutir la situación actual, reconoció que el Directorio era inexistente, anunció la asumió el pleno poder supremo y llegó a la conclusión de que era necesaria "la concentración completa del poder militar y civil en manos de una persona con un nombre autorizado en los círculos militares y públicos". Se tomó una decisión fundamental de "transferir temporalmente el ejercicio del poder supremo a una persona, contando con la asistencia del Consejo de Ministros, otorgándole a dicha persona el título de gobernante supremo", tras lo cual se aprobó el "Reglamento sobre la estructura temporal del poder estatal en Rusia" (se desarrolló y adoptó la llamada "Constitución del 18 de noviembre"), que estableció, en particular, el orden de las relaciones entre el gobernante supremo y el Consejo de Ministros.
Según las memorias de Piotr Vologodski, el título de "Gobernante Supremo" fue adoptado en una reunión del Consejo de Ministros sin discusiones ni disputas preliminares: "cuando llegaron a la cuestión de a quién elegir como dictador, decidieron darle el título de “Gobernante Supremo” y proporcionarle garantías constitucionales".
Por votación secreta de los miembros del Consejo de Ministros, el ministro de Asuntos Militares y Navales, el Vicealmirante Aleksandr Kolchak, fue elegido para el cargo de Gobernante Supremo, quien simultáneamente fue ascendido al rango de almirante titular. Kolchak declaró su acuerdo con la elección y con la primera orden al ejército, anunció que asumiría el título de Comandante en Jefe Supremo y definió las principales direcciones de su próximo trabajo como Gobernante Supremo:

Habiendo aceptado la cruz de este poder en las condiciones extremadamente difíciles de la Guerra Civil y la completa perturbación de los asuntos y la vida del Estado, declaro que no seguiré ni el camino de la reacción ni el desastroso camino del partidismo. Mi principal objetivo es crear un ejército preparado para el combate, derrotar a los bolcheviques y establecer la ley y el orden

Se formó el Gobierno ruso, que funcionó hasta el 4 de enero de 1920.